# Стро, Джек
Джек Стро (Джон Уайтекер Стро; англ. John Whitaker Straw; род. 3 августа 1946[…], Бакхаст-Хилл, Эссекс) — британский политик из Лейбористской партии.

## Биография
Джек (полное имя — Джон Уайтекер Стро) после ухода отца из семьи рос в бедности. Со школы называл себя уменьшительным Джек в честь Джека Стро — одного из лидеров крестьянского восстания в Англии под предводительством Уота Тайлера (1381). 
Затем изучал право в Лидсском университете, где также участвовал в работе студенческой ячейки лейбористов. В 1969 году Стро был избран президентом Национального союза студентов Великобритании. После окончания учёбы работал барристером (адвокатом). В Блэкберне Стро стал помощником лейбористского депутата, и в 1979 году, после отказа последнего от дальнейшего участия в выборах был избран в Палату общин.
После того, как в 1994 году лидером лейбористов стал Тони Блэр, он передал Стро свой портфель министра внутренних дел (Home Secretary) в теневом правительстве. После победы лейбористов на парламентских выборах 1997 года Стро занял эту должность в действующем кабинете министров. Был одним из инициаторов освобождения Аугусто Пиночета, прибывшего в Великобританию на лечение и арестованного по ордеру испанского суда. В 2001 году Стро был назначен министром иностранных дел Великобритании. Стро играл не последнюю роль в развязывании войны в Ираке, в связи с чем в 2010 году начал давать показания уполномоченной комиссии и сообщил, что «свержение режима Саддама Хусейна не было главной целью кампании».
В 2006 году Стро был назначен Лордом-хранителем печати, а в 2007 году стал министром юстиции (находился на этом посту до мая 2010 года).
Джек Стро является одним из трёх министров (наряду с Алистером Дарлингом и Гордоном Брауном), которые непрерывно участвовали в работе лейбористского правительства с 1997 года по 2010 год.

## Награды
- Орден Республики (Турция, 2012)